# Gunung Munggok
Gunung Munggok är ett berg i Indonesien.   Det ligger i provinsen Aceh, i den västra delen av landet, 1 700 km nordväst om huvudstaden Jakarta. Toppen på Gunung Munggok är 470 meter över havet, eller 128 meter över den omgivande terrängen. Bredden vid basen är 1,3 km.
Terrängen runt Gunung Munggok är varierad. Runt Gunung Munggok är det mycket glesbefolkat, med 2 invånare per kvadratkilometer. I omgivningarna runt Gunung Munggok växer i huvudsak städsegrön lövskog.